# Самнер (Илиноис)
Самнер (енгл. Sumner) град је у америчкој савезној држави Илиноис. По попису становништва из 2010. у њему је живело 3.174 становника.

## Демографија
Према попису становништва из 2010. у граду је живело 3.174 становника, што је 2.152 (210,6%) становника више него 2000. године.
| Група             | 2000.       | 2010.         |
| Белци             | 992 (97,1%) | 1.283 (40,4%) |
| Афроамериканци    | 20 (2,0%)   | 1.491 (47,0%) |
| Азијати           | 0 (0,0%)    | 9 (0,3%)      |
| Хиспаноамериканци | 7 (0,7%)    | 403 (12,7%)   |
| Укупно            | 1.022       | 3.174         |